# Expedició del Nord
L'Expedició del Nord (xinès tradicional: 北伐, xinès simplificat: 北伐, pinyin: běi fá), va ser una campanya militar dirigida pel Kuomintang (KMT) des de 1926 a 1928. El principal objectiu era unificar Xina sota l'estàndard del Kuomintang acabant amb els governs dels senyors de la guerra locals. Això va conduir a la desaparició del govern de Beiyang i la reunificació xinesa de 1928.

## Preparació

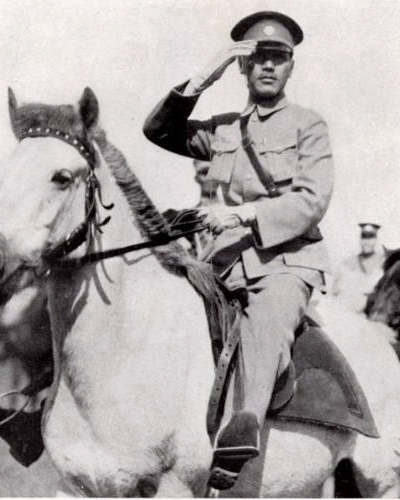
Generalissimo Chiang Kai-shek, Comandant en Cap de l'Exèrcit Nacional Revolucionari, sorgit de l'Expedició al Nord com el líder de la Xina.

L'Expedició del Nord, també coneguda com a Marxa al Nord va començar a partir de la seu de poder del KMT en la província de Guangdong. El 1925 el Moviment 30 de maig va anunciar els seus plans d'escometre una protesta contra l'imperialisme occidental i els seus agents, els senyors de la guerra a la Xina. Alhora, el Primer Front Unit entre el KMT i el Partit Comunista de la Xina (PCX) va veure's qüestionat després l'incident del vaixell de guerra Zhongshan el març de 1926, i els següents esdeveniments resultants van fer a Chiang Kai-shek el líder suprem militar del KMT. Encara que Chiang dubtava sobre la política de l'aliança de Sun Yat-sen amb la Unió Soviètica i el PCX, ell encara necessitava l'ajuda de la Unió Soviètica, i per això no podia trencar l'aliança en eixe moment.
La primera fase va acabar en una divisió política del 1927 entre dues faccions del KMT: la facció de Nanjing, inclinada per la dreta, dirigida per Chiang, i la facció d'esquerra a Wuhan, dirigida per Wang Jingwei. L'escissió va estar parcialment motivada per la purga de comunistes de Chiang dins del KMT, que va marcar el final del Primer Front Unit. En un esforç per solucionar aquest cisma, Chiang Kai-shek va deixar el càrrec de comandant de l'ANR a l'agost de 1927 i es va exiliar al Japó.
La segona fase de l'expedició va començar el gener de 1928, quan Chiang va reprendre el comandament. L’abril de 1928 les forces nacionalistes havien avançat cap al riu Groc. Amb l'ajut de senyors de la guerra aliats, inclosos Yan Xishan i Feng Yuxiang, les forces nacionalistes van aconseguir una sèrie de victòries decisives contra l'exèrcit de Beiyang. Quan s'acostaven a Pequín, Zhang Zuolin, líder de la camarilla de Fengtian amb seu a Manxúria, es va veure obligat a fugir i va ser assassinat poc després pels japonesos. El seu fill, Zhang Xueliang, va assumir el càrrec de líder de la camarilla de Fengtian i el desembre de 1928 va anunciar que Manxúria acceptaria l'autoritat del govern nacionalista a Nanjing. Amb l'última peça de la Xina sota control de KMT, l'expedició del nord va concloure amb èxit i la Xina es va reunificar, anunciant l'inici de la dècada de Nanjing.

## Conseqüències
Després de la conquesta de Nanjing i Xangai, segons els desitjos de Sun Yat-sen, va fer de Nanjing la capital de la Xina.